# Brasstown Bald
Brasstown Bald est le point culminant de l'État de Géorgie, aux États-Unis, avec 1 459 mètres d'altitude. Il est situé dans les montagnes Blue Ridge, dans la partie orientale des Appalaches.